# Neemuch (district)
Neemuch is een district van de Indiase staat Madhya Pradesh. Het district telt 725.457 inwoners (2001) en heeft een oppervlakte van 4267 km².
Hoofdstad: Bhopal
Districten: